# Limnonectes woodworthi
Limnonectes woodworthi är en groddjursart som först beskrevs av Taylor 1923.  Limnonectes woodworthi ingår i släktet Limnonectes och familjen Dicroglossidae. IUCN kategoriserar arten globalt som livskraftig. Inga underarter finns listade i Catalogue of Life.